# La Asunción
La Asunción ist die Hauptstadt des venezolanischen Bundesstaates Nueva Esparta. Sie wurde 1562 von Pedro González gegründet. Während ihrer Geschichte wechselte die Stadt mehrmals ihren Namen und hieß Villa del Espíritu Santo, Valle de Santa Lucía und La Margarita.
Die Stadt liegt 67 Meter über dem Meeresspiegel im Osten der Insel Margarita. Die Einwohnerzahl beträgt 28.309 (Stand: 30. Oktober 2011). Bei La Asunción liegt die Burg Santa Rosa.
La Asunción ist Sitz des römisch-katholischen Bistums Margarita. Bischofskirche ist die Kathedrale Nuestra Señora de La Asunción.

## Persönlichkeiten
- Luisa Cáceres de Arismendi (1799–1866), Kämpferin für die Unabhängigkeit Venezuelas
- Santiago Mariño (1788–1854), Kämpfer für die Unabhängigkeit Venezuelas
- Luis Beltrán Pietro Figueroa (1902–1993), Politiker
- Cristian Toro (* 1992), spanischer Kanute

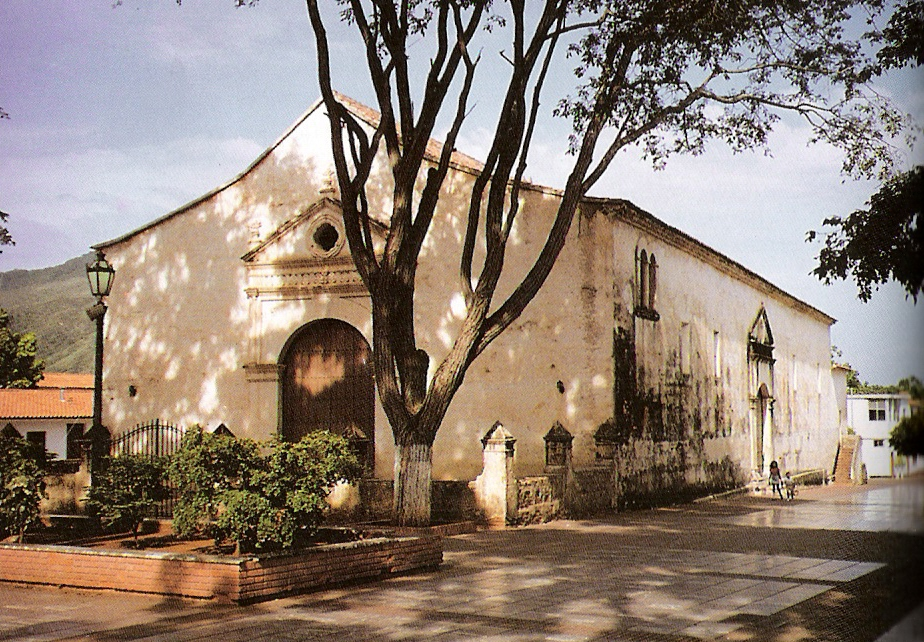
Kathedrale in La Asunción
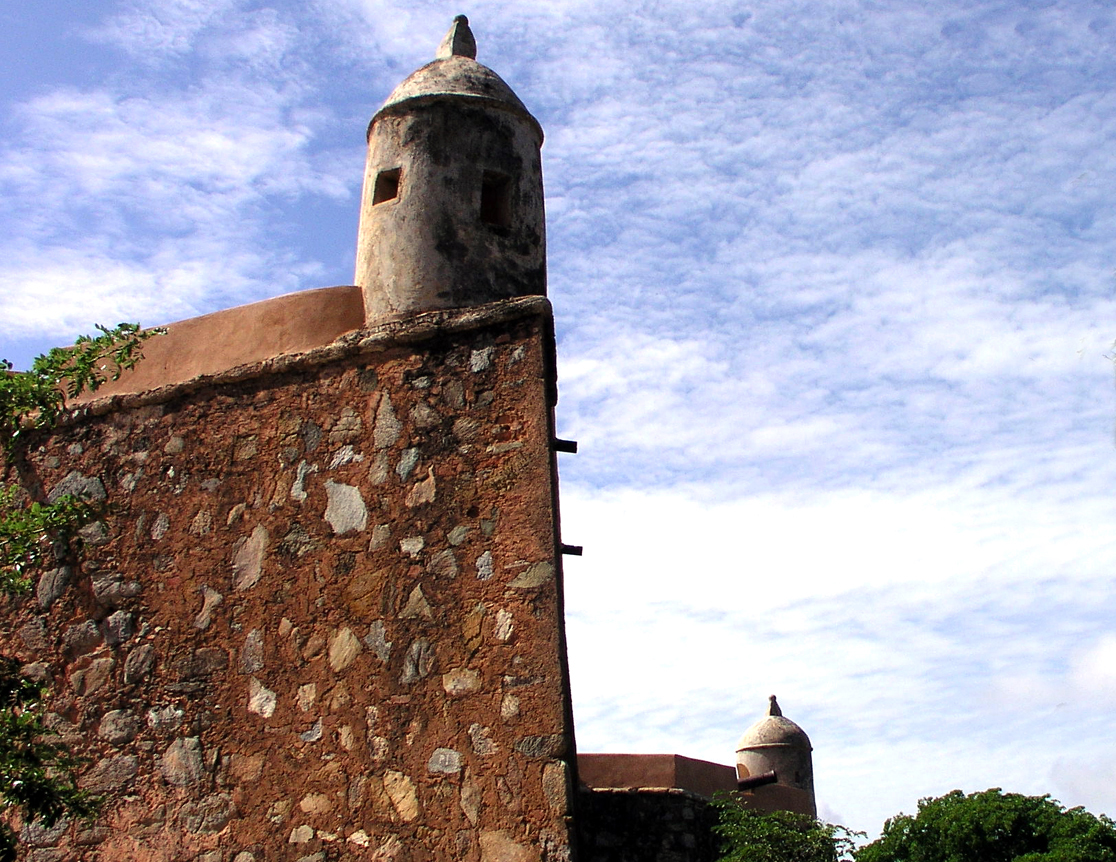
Ansicht der Burg Santa Rosa